# 하퍼 애덤스 대학교
하퍼 애덤스 대학교(Harper Adams University)는 잉글랜드 슈롭셔주 뉴포트 주변 에그먼드(Edgmond) 주변에 위치한 공립 대학이다. 1901년에 하퍼 애덤스 칼리지(Harper Adams College)라는 교명으로 설립되었으며 당시 농업 및 시골 지역의 고등교육을 제공하기 위해 특별히 설립되었다. 1998년 칼리지(college) 지위를 얻었고 2012년 요건이 완화되었을 때 대학교(university) 지위를 얻었다.
이 대학교는 1360에이커의 농장 안에 위치해 있다.